# Eucereon confine
Eucereon confine är en fjärilsart som beskrevs av Holland 1903. Eucereon confine ingår i släktet Eucereon och familjen björnspinnare. Inga underarter finns listade i Catalogue of Life.